# Паркани (фільм)
«Паркани» (англ. Fences) — американський драматичний фільм, знятий Дензелом Вашингтоном за однойменною п'єсою Огаста Вілсона. Прем'єра стрічки в США відбулася 16 грудня 2016 року. Фільм розповідає про Троя Мексона, колишню зірку бейсболу, який щосили працює сміттярем, щоб забезпечити свою сім'ю.

## У ролях
- Дензел Вашингтон — Трой Макссон
- Віола Девіс — Роуз Макссон
- Джован Адепо — Корі Макссон
- Стівен Гендерсон — Джим Боно
- Майкелті Вільямсон[en] — Гебріел Макссон
- Рассел Горнсбі — Лайонс Макссон

## Виробництво
Зйомки почались 25 квітня 2016 року в Піттсбурзі.

## Нагороди та номінації
| Список нагород та номінацій          | Список нагород та номінацій | Список нагород та номінацій    | Список нагород та номінацій                                                                                     | Список нагород та номінацій | Список нагород та номінацій |
| Кінопремія                           | Дата церемонії              | Категорія                      | Номінант(и) | Результат                   | Дж                          |
| ------------------------------------ | --------------------------- | ------------------------------ | --- | --------------------------- | --------------------------- |
| Асоціація кінокритиків Остіна        | 28 грудня 2016              | Найкращий актор                | Дензел Вашингтон                                                                                                | Номінація                   | [ 3 ] [ 4 ]                 |
| Асоціація кінокритиків Остіна        | 28 грудня 2016              | Найкраща акторка другого плану | Віола Девіс | Перемога                    | [ 3 ] [ 4 ]                 |
| Американський інститут кіномистецтва | 6 січня 2017                | 10 найкращих фільмів року      | «Паркани» | Перемога                    | [ 5 ] [ 6 ]                 |
| Премія AACTA                         | 6 січня 2017                | Найкращий актор                | Дензел Вашингтон                                                                                                | Номінація                   | [ 7 ] [ 8 ]                 |
| Премія AACTA                         | 6 січня 2017                | Найкраща акторка другого плану | Віола Девіс | Номінація                   | [ 7 ] [ 8 ]                 |
| Премія БАФТА                         | 12 лютого 2017              | Найкраща акторка другого плану | Віола Девіс | Перемога                    | [ 9 ]                       |
| Премія Гільдії кіноакторів США       | 29 січня 2017               | Найкращий актор                | Дензел Вашингтон                                                                                                | Перемога                    | [ 10 ]                      |
| Премія Гільдії кіноакторів США       | 29 січня 2017               | Найкраща акторка другого плану | Віола Девіс | Перемога                    | [ 10 ]                      |
| Премія Гільдії кіноакторів США       | 29 січня 2017               | Найкращий акторський склад     | Дензел Вашингтон, Віола Девіс, Джован Адепо, Стівен Гендерсон, Рассел Горнсбі, Майкелті Вільямсон, Санія Сідней | Номінація                   | [ 10 ]                      |
| Премія Гільдії продюсерів США        | 28 січня 2017               | Найкращий продюсер фільму      | Тодд Блек, Скотт Рудін, Дензел Вашингтон                                                                        | Номінація                   | [ 11 ]                      |
| Премія Гільдії сценаристів США       | 19 лютого 2017              | Найкращий адаптований сценарій | Огаст Вілсон | Номінація                   | [ 12 ]                      |
| Премія «Золотий глобус»              | 8 січня 2017                | Найкращий актор (драма)        | Дензел Вашингтон                                                                                                | Номінація                   | [ 13 ] [ 14 ]               |
| Премія «Золотий глобус»              | 8 січня 2017                | Найкраща акторка другого плану | Віола Девіс | Перемога                    | [ 13 ] [ 14 ]               |